# 카자흐스탄의 행정 구역
다음은 카자흐스탄의 행정 구역에 관한 서술이다.
카자흐스탄은 17개의 주(카자흐어: облыс, 러시아어: область)로 나뉘며 각 주는 다시 여러 개의 군(카자흐어: аудан, 러시아어: район)으로 나뉜다. 다만 3개의 도시 곧 수도 아스타나와 알마티, 심켄트는 직할시로서 아무 주에도 속하지 않는다.